# ブルース・プリンス＝ジョゼフ
ブルース・プリンス＝ジョゼフ（Bruce Prince-Joseph, 1925年8月30日 - 2015年4月25日）は、アメリカの鍵盤楽器奏者。
ペンシルヴァニア州ビーバーフォールズの生まれ。少年期にカンザスシティのヴァレンタイン地区に引っ越し、アメリカ聖公会聖メアリー教会に通ううちに音楽に興味を持つようになった。1942年にウェスト・ポート・ハイスクールを卒業後、ニューヨークのセント・パトリック大聖堂のオルガニストだったピエトロ・ヨンの下でピアノを学び、イェール大学でフランク・ボジャンにオルガン、パウル・ヒンデミットに作曲をそれぞれ師事した。イェール大学を卒業後は南カリフォルニア大学に移って第二次世界大戦中に破壊されたオルガンの研究を行いつつロサンジェルズの聖ヨハネ福音教会の音楽監督を務める。その成果からフルブライト奨学金を得て渡欧し、パリ音楽院のノルベール・デュフルクの助手を務めた。ヨーロッパではモーリス・デュリュフレと共演したり、ピウス12世に招かれてバチカンで演奏したり、エリザベス2世の戴冠の際に皇太后に招待されたりしている。1953年にはニューヨーク市立大学ハンター校でオルガンを教えるために帰国し、ニューヨーク・フィルハーモニック交響楽団のオルガンとチェンバロの奏者となった。1986年にカンザスシティに戻り、アメリカ聖公会聖メアリー教会のオルガン奏者を務めた。
カンザスシティにて没。